# Vellore
Vellore (tàmil வேலூர் panjabi ਵੇਲੂਰ) és una ciutat i municipi (corporació municipal des de l'1 d'agost del 2009) de Tamil Nadu, capital del districte de Vellore. Es troba a la vora del riu Palar a la part nord-est de Tamil Nadu i està separada en quatre zones que es subdivideixen en 60 barris, que cobreixen una àrea de 87.915 km² i que allotgen una població de 423.425 segons va informar el cens de 2001. Es troba a uns 137,20 quilòmetres (85 milles) a l'oest de Chennai i uns 213,20 quilòmetres (132 milles) a l'est de Bangalore. Vellore es troba al braç Bombai-Chennai del Quadrilàter Daurat. Vellore està governada per un alcalde i la Corporació Municipal de Vellore. Forma part tant de les circumscripcions electorals de Lok Sabha com de l'assemblea estatal de Vellore. És la llar del Christian Medical College & Hospital, el Vellore Institute of Technology (VIT) i el Temple Daurat de Sripuram.
La regió de Vellore és el major exportador d'articles de cuir acabats del país. Les exportacions de cuir de Vellore representen més del 37% de les exportacions de cuir i productes relacionats amb la pell de l'Índia. És una de les 27 ciutats escollides pel govern de l'Índia per participar en la missió Smart Cities del país.
Encara que la tradició diu que fou possessió del rages de Vijayanagar sembla que no existia abans del segle xvii i la fortalesa hauria estat construïda pel sultà de Bijapur quan va conquerir la zona. Els marathes van capturar la fortalesa el 1676 després de quatre mesos i mig de setge. El 1708 Daud Khan, general mogol, va expulsar els marathes, i va passar al seu gendre Dost Ali el 1710. El fill d'aquest, Murtaza Ali, va matar dins la fortalesa al nawab Safdur Ali el 1742. Per més de 20 anys fou una plaça forta de Murtaza Ali que va desafiar l'autoritat del seu superior el nawab d'Arcot i els seus aliats britànics. Poc després de 1760 fou ocupat per una guarnició britànica. El 1780 Haidar Ali va atacar la ciutat i fortalesa que va resistir de manera heroica, tot i que una dotzena de vegades van estar a punt d'acabar-se les provisions però sempre va poder ser reabastida; el setge va passar a ser un bloqueig amb la guarnició ja molt debilitada però al cap de dos anys de l'inici de les operacions la mort d'Haudar Ali i l'arribada d'un contingent des de Madras els van salvar definitivament. El 1791 fou la base per la marxa de Lord Cornwallis a Bangalore. A la caiguda de Seringapatam (1799) la família de Tipu Sultan fou detinguda en aquesta ciutat i a les seves intrigues s'atribueix el motí de 1806 quan molts oficials i soldats europeus foren massacrats pels sipais, revolta ràpidament sufocada pel coronel Gillespie, que hi va anar des de Arcot; els prínceps de la casa d'Haidar foren enviats a Bengala.

## Llocs interessants
- Fort de Vellore, amb bona foto aquí Arxivat 2011-05-22 a Wayback Machine.
- Museu del Govern de l'estat. dins el fort, obert el 1985
- Observatori de Kavalur
- Muntanyes Yelagir, lloc idíl·lic a la rodalia
- Torre del Rellotge erigida per la coronació de Jordi V i dedicada també als 22 soldats de la ciutat que van morir a la I Guerra Mundial.
- Església del Sud de l'Índia. de l'Església reformada d'Amèrica
- Parc zoològic d'Amirthi obert el 1967
- Villapakkam, zona muntanyosa propera i antic centre jainista amb coves i temples a la roca.
- Temple del Fort de Vellore
- Temple Daurat Srilakshmi
- Temple Seethalakshmana Sametha Sri Kothanda Ramar Swamy a Rangapuram
- Temple Jalakandeswarar
- Temple Ratnagiri
- Temple de Sripuram (Sri Lakhsmi)
- Temple de Kangeyanallur
- Temple de Vallimalai
- Catedral catòlica
- Balamathi, poble proper a les muntanyes amb el temple de Balamurugan
- Nombrosos altres temples

## Galeria d'imatges

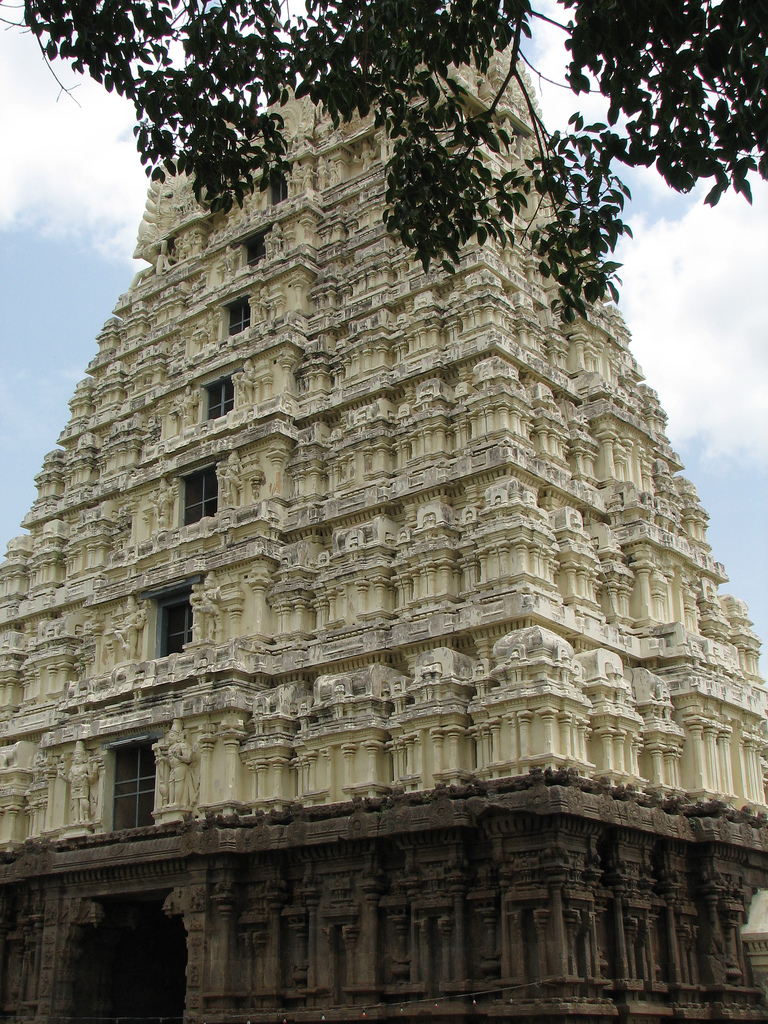
Temple Jalakandeswarar
Diverses vistes del temple
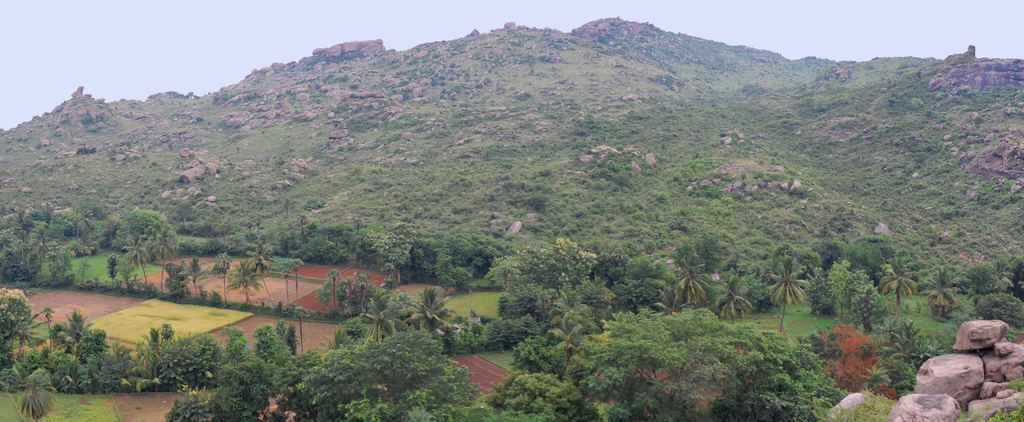
Vista dels turons de Balamathi
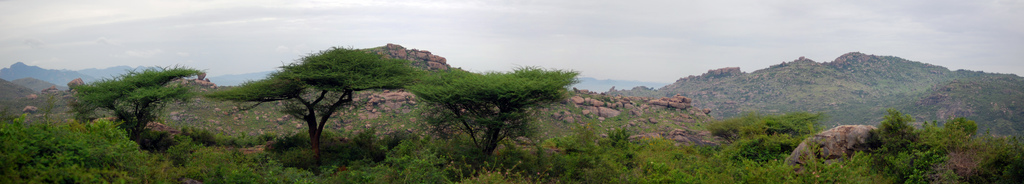
Vista panoràmica dels turons de Balamathi